# Gyrinus wallisi
Gyrinus wallisi är en skalbaggsart som beskrevs av Henry Clinton Fall. Gyrinus wallisi ingår i släktet Gyrinus och familjen virvelbaggar. Inga underarter finns listade i Catalogue of Life.